# Real Club Deportivo de La Coruña (femminile)
Il Real Club Deportivo de La Coruña, meglio noto come Deportivo La Coruña o più semplicemente come Deportivo ma anche come Deportivo ABANCA per ragioni di sponsorizzazione, è una squadra di calcio femminile spagnola, sezione femminile dell'omonimo club con sede nella città di La Coruña, capoluogo della provincia omonima nella comunità autonoma della Galizia.
La squadra, recuperata nel 2016, ha ottenuto il primo posto nel gruppo 1 dell'edizione 2018-2019 del campionato cadetto, accedendo di conseguenza alla Primera División, primo livello del campionato spagnolo, per la stagione 2019-2020.

## Palmarès
- Coppa della Regina: 3

1983, 1984, 1985
- Campionato spagnolo di seconda divisione: 1

2018-2019

## Organico

### Rosa 2019-2020
Rosa, ruoli e numeri di maglia tratti dal sito LaLiga.com e aggiornati al 22 dicembre 2019.
| N. |                      | Ruolo | Calciatrice      |
| -- | -------------------- | ----- | ---------------- |
| 1  | Spagna (bandiera)    | P     | Esther           |
| 3  | Spagna (bandiera)    | C     | Teresa Abelleira |
| 4  | Spagna (bandiera)    | D     | Silvia Mérida    |
| 5  | Spagna (bandiera)    | C     | Iris (capitano)  |
| 6  | Venezuela (bandiera) | A     | Michelle Romero  |
| 7  | Spagna (bandiera)    | D     | Miriam           |
| 8  | Spagna (bandiera)    | C     | Alba Merino      |
| 9  | Spagna (bandiera)    | A     | Athenea          |
| 10 | Venezuela (bandiera) | C     | Kika Moreno      |
| 11 | Spagna (bandiera)    | A     | Nuria            |
| 13 | Spagna (bandiera)    | P     | María Isabel     |

| N. |                      | Ruolo | Calciatrice     |
| -- | -------------------- | ----- | --------------- |
| 14 | Spagna (bandiera)    | D     | María Méndez    |
| 16 | Spagna (bandiera)    | D     | Laura           |
| 17 | Giappone (bandiera)  | C     | Maya Yamamoto   |
| 18 | Spagna (bandiera)    | A     | Peke            |
| 19 | Venezuela (bandiera) | A     | Gaby García     |
| 20 | Spagna (bandiera)    | D     | Noelia Villegas |
| 21 | Brasile (bandiera)   | D     | Érika           |
| 22 | Spagna (bandiera)    | D     | Cris            |
| 23 | Spagna (bandiera)    | D     | Patri Díaz      |
| 24 | Spagna (bandiera)    | C     | Alba Suárez     |
| 25 | Spagna (bandiera)    | P     | María Miralles  |